# Dejan Obradović
Mr Dejan Obradović (Rača, 23. oktobar 1971 — 6. februar 2010 bio je srpski istoričar i kustos u Narodnom muzeju u Kragujevcu.

## Biografija
Rođen je 23. oktobra 1971. godine u Rači. Osnovnu školu je završio u Malim Krčmarima, srednju školu u Kragujevcu, a diplomirao je na grupi za istoriju Filozofskog fakulteta u Beogradu 21. decembra 2001. godine (diplomski rad Društveni život šumadijskog sela u Kraljevini Jugoslaviji 1918 – 1941 na primeru Velikih Krčmara kod Kragujevca). Magistarski rad na temu Prva kragujevačka gimnazija u kulturnom i društvenom životu grada odbranio je na Filozofskom fakultetu u Beogradu 25. decembra 2008. godine. Stekao je zvanje kustosa u Narodnom muzeju u Beogradu, 4. decembra 2003. godine.
Radio je u Osnovnoj i Srednjoj školi u Malim Krčmarima i Rači (1999 – 2002), kao bibliotekar i kustos-istoričar u Narodnom muzeju u Kragujevcu. Preminuo je prerano, 6. februara 2010. godine, u 39 godini života, a sahranjen je 8. februara u Velikim Krčmarima. Bavio se kulturnom i društvenom istorijom Srbije i Jugoslavije u 19. i 20. veku, istorijom Kragujevca do 1941. godine i biografskim studijama o ličnostima iz istorije. Posebnu pažnju je usmeravao na istraživanje novih izvora za regionalnu, lokalnu i društvenu istoriju, kao i za istoriju privatnog života.
Kao saradnik Matice srpske u Novom Sadu bio je uključen u projekat „Srpski biografski rečnik“. Povremeno je angažovan kao predavač u Istraživačkoj stanici u Petnici. Učestvovao je na 17 domaćih i međunarodnih naučnih skupova i konferencija u Aleksincu, Kruševcu, Kragujevcu, Rači, Svilajncu, Batočini i Velikoj Plani, kao i na Četvrtom kongresu farmaceuta u Beogradu. Bio je član Centra za mitološke studije Srbije u Rači, od 2002. godune, a od osnivanja, 2004. godine, član redakcije kragujevačkog naučnog časopisa „Šumadijski anali“.
Kao koautor priredio je četiri tematske izložbe koje su prikazane u Kragujevcu i Beogradu (Etnografski muzej). Pisao je feljtone i scenarija za dokumentarne programe i učestvovao u snimanju mnogih televizijskih i radijskih emisija.
Živeo je i radio u Velikim Krčmarima kod Rače i u Kragujevcu.

## BIBLIOGRAFIJA

### Objavljene knjige
- Knez Mihailo Obrenović-povodom 180 godina od rođenja, Kragujevac 2003 (notni zapis pesme „Što se bore misli moje“).
- Šumadija i Pomoravlje na starim kartama, Kragujevac 2003.
- Zavičaj moderne Srbije (Cradle of modern Serbia), istorijsko-turistički vodič rudničkog kraja, Kragujevac 2005.
- Kragujevac: zavičaj moderne Srbije, Kragujevac 2007.
- Praviteljstvena i filijalna apoteka u Kragujevcu u XIX veku, (na srpskom i engleskom jeziku), Kragujevac 2006 (sa M. Banovićem)
- Gradinari Kragujevca, Kragujevac 2008.
- Kragujevačka groblja – Palilulsko, Sušičko, Varoško, Bozman, Kragujevac 2008 (redaktor i jedan od autora).

### Objavljeni naučni radovi i članci
- Danga u sećanju, u: Pogledi 215, 1. jun, Kragujevac 1998.
- Vojvoda Pavle Cukić, Narodni kalendar za 1999. godinu, Kragujevac 1998, 32–33.
- Ustanički vojvoda Pavle Cukuć (1), u: Kragujevačko čitalište 13, Kragujevac 2001, 17-18.
- Ustanički vojvoda Pavle Cukić (2), u: Kragujevačko čitalište 15, Kragujevac 2002, 17-18.
- Ustanički vojvoda Pavle Cukić (3), u: Kragujevačko čitalište 16, Kragujevac 2002, 17-18.
- Pervizi i Srećkovići u Velikim Krčmarima-prilog istraživanju starije kosovsko-metohijske struje u stanovništvu Lepenice, u: Mitološki zbornik 5, Rača 2002, 275-279.
- O Karađorđevom vojvodi Pavlu Cukiću, u: Mitološki zbornik 7, Rača–Beograd 2002, 111–138.
- O Zadužbini Mijaila i Marije Milivojević, u: Kragujevačko čitalište 18, Kragujevac 2003, 6–7.
- O značaju matičnih knjiga crkve u Jarušicama za istoriju 19. veka (teme, korelacija i predlozi), u: Arhivska građa kao izvor za istoriju Šumadije, Kragujevac 2003, 46-53.
- Radoje Domanović–poreklo, zavičaj, okruženje, u: V. Denčić - V. Jovićević-Jov, u: Stradija danas, Beograd 2003, 15–18.
- Petrovići-Brusničani u Velikim Krčmarima, u: Zbornik radova MRTK 2, Gornji Milanovac 2003, 81–84.
- Srednjovekovni gradovi na tlu Šumadije (pregled), u: Šumadijski anali 1, Kragujevac 2004, 44–74.
- Poreklo Radoja Domanovića (rodoslovni prilog), u: Kragujevačko čitalište 19, Kragujevac 2004.
- Srpski Bizmark, Nezavisna svetlost 472, 7. oktobar 2004, 31-33.
- O datumu rođenja kneza Miloša, u: Mešovita građa, Miscellanea, XXIV, Beograd 2005, 31–34.
- Zavičaj i poreklo Pante Srećkovića, u: Mitološki zbornik 14, Rača–Beograd 2005, 27-42.
- Bog ubio zlomišljenike, u: Šumadijski anali 2, Kragujevac 2005, 264–268.
- Trag u drvetu, katalog za izložbu Vladimira Mirkovića, Beograd 2005 (sa M. Stanojevićem)
- Malo Krčmare – rodno mesto profesora Miodraga Stojanovića, u: Mitološki zbornik 13, Rača 2005, 107–123.
- Panta Srećković: u: Srpski narodni kalendar za prostu 2006. godinu, Kragujevac 2005, 40–41.
- Kragujevac uoči Sretenjske skupštine, u: Odjeci Sretenja-Srbija u potrazi za novim ustavom, Kragujevac 2006, 29–40.
- Veliko srce Edinburga, u: Srpski narodni kalendar za prostu 2006. godinu, Kragujevac 2005, 78–79.
- Povodom jednog kumstva Obrenovića i Cukića, u: Naša prošlost 7, Kraljevo 2006, 125–135.
- Glumci Knjažesko-srbskog teatra, u: Joakim 17–22, Kragujevac 2006, 45–46.
- Stranci u Kragujevcu 1818–1841. godine, u: Kragujevac prestonica Srbije 1818–1841, Kragujevac 2006, 303–311.

27. Vojska mira, ljubavi i milosrđa 1918–1941, u: 130 godina Crvenog krsta u Kragujevcu, Kragujevac 2006.
- Iz istorije Kragujevca od XV do XXI veka, u: Predrag Cile Mihajlović, Fotomonografija Kragujevca, Kragujevac 2007, 29–38.
- Žudeo za istraživanjima, nekrolog, Svetlost, 31. V 2007, 42.
- Kratka hronologija Karađorđevog života 1762–1817, u: Mališa Stanojević, Tragom srpskog vožda, Beograd 2007, 133–141.
- Spomenica Univerziteta u Kragujevcu 1976–2006, Kragujevac 2006.
- Pavle Cukić u 1806. godini, u: Deligrad od ustanka ka nezavisnosti:1806–1876, Zbornik radova sa međunarodnog naučnog skupa, Beograd 2007, 191–199.
- Kragujevac i okolina u 15. veku, u: Moravska Srbija: istorija, kultura, umetnost, Zbornik radova sa međunarodnog naučnog skupa, Kruševac 2007, 213–229.
- Umesto predgovora, u: R. Milivojević, Pijace u Kragujevcu, Kragujevac 2008, 7–8.
- Život Radoja Domanovića – kratka hronologija, u: M. Stanojević (ur.), Lako pero Radoja Domanovića. Zbornik radova u spomen Radoju Domanoviću 1908–2008, 283–287.
- Duhovno i neprolazno. Sećanje na Radoslava R. Prokića, katalog, Kragujevac 2008.
- Od Velike škole do Liceja, u: Kragujevačko čitalište 26, Kragujevac 2008, 1–4.
- Beleške O Živojinovićima i znatnim ljudima iz sela Sipića, u: Mitološki zbornik 19, Rača-Beograd 2008, 55-62.
- Milen M. Nikolić, u: M. M. Nikolić, Trgovina u Srbiji 1804-1957, Kragujevac 2008, 517-522.
- Geodezija – vršnjak Liceja, u: Geodetski temelji grada, 80. godina premera Kragujevca (koautor), Kragujevac 2008, 37-72.

### Biografske odrednice D. Obradovića u: „Srpski biografski rečnik“
- Vukićević Atanasije, Srpski biografski rečnik 2: V–G. - Novi Sad : Matica srpska, 2006, 423.
- Georgijević Anastas, Srpski biografski rečnik 2: V–G. - Novi Sad : Matica srpska, 2006, 653, 654.
- Delini Andreja, Srpski biografski rečnik 3: D–. - Novi Sad : Matica srpska, 2007, 148.
- Delini Anton, Srpski biografski rečnik 3: D–. - Novi Sad : Matica srpska, 148.
- Denić Kosta, Srpski biografski rečnik 3: D–. - Novi Sad : Matica srpska, 2007, 161.
- Dimitrijević Milorad, Srpski biografski rečnik 3: D–. - Novi Sad : Matica srpska, 2007, 246.
- Đorđević, Mijailo, Samailac, Srpski biografski rečnik 3 : D–. - Novi Sad : Matica srpska, 565.
- Đorđević, Mihailo, Srpski biografski rečnik 3: D–. - Novi Sad : Matica srpska, 574, 575.
- Đurđević Milutin, Srpski biografski rečnik 3: D–. - Novi Sad : Matica srpska, 634, 635.
- Đurić L. Mihailo, Srpski biografski rečnik 3: D–. - Novi Sad : Matica srpska, 656, 657.
- Žabarac Jakov, Srpski biografski rečnik 3: D–. - Novi Sad : Matica srpska, 718.
- Živanović A. Milan, Srpski biografski rečnik 3: D–. - Novi Sad : Matica srpska, 752.
- Živković Sima, Srpski biografski rečnik 3: D–. - Novi Sad : Matica srpska, 792, 793.
- Iveša Mihailo, 79, 80.
- Ilić Mihailo, Srpski biografski rečnik 4: D–. - Novi Sad : Matica srpska, 150, 151.
- Jakševac Luka, 228.
- Jakšić Milovan, 246, 247.
- Janković Petar, 302.
- Janjić Svetozar, 320.
- Jeličić P. Jovan, 380.
- Jovanović Aleksandar, 446, 447.
- Jovanović Andra, 450, 451.
- Jovanović Živko, 503.
- Jovanović P. Mihailo, 582.
- Jovanović–Cukić Stojan, Srpski biografski rečnik 4: D–. - Novi Sad : Matica srpska, 660, 661.
- Jovica iz Knića, 677.
- Jokić Andrija, Srpski biografski rečnik 4: D–. - Novi Sad : Matica srpska, 703.
- Jokić Manojlo, 704.
- Joksimović Živojin, 708, 709.
- Karić Velimir, 878.

## Izložbe
- Temelji PTT saobraćaja u Kragujecu i okolini, sa Miloradom Jovanovićem iz Muzeja PTT u Beogradu, Kragujevac 2005
- Pravteljstvena i filijalna apoteka u Kragujecu u XIX veku, sa Milosavom Banovićem iz Narodnog muzeja Kragujevac, Kragujevac 2006

## Prilozi u enciklopedijama
- Vukićević Atanasije, Srpski biografski rečnik, V-G. - Novi Sad: Matica srpska, 2006, 423.
- Georgijević Anastas, Srpski biografski rečnik, V-G. - Novi Sad: Matica srpska, 2006, 653-654.